# Чупрене (община)
Чупрене (болг. Община Чупрене) — община в Болгарии. Входит в состав Видинской области. Население составляет 2406 человек (на 2006).
Община находится на северо-западе страны. Граничит на юго-востоке с Монтанской областью, на севере с общиной Белоградчик Видинской области, а на юго-западе с Сербией. Наивысшая точка — гора Миджур (2168 м над уровнем моря, высочайшая вершина Восточно-Сербских гор), наинизшая точка — урочище Фалковец (320 м над уровнем моря). Административный центр — село Чупрене, крупнейший населённый пункт — село Горни-Лом. На северо-восточных склонах горного массива Чипровска-Планина Восточно-Сербских гор расположен биосферный заповедник Чупрене — один из крупнейших в Болгарии.
Кмет (мэр) общины — Ванё Костадинов Костин (коалиция в составе 2 партий: Земледельческий народный союз (ЗНС), Движение за права и свободы (ДПС)) по результатам выборов.

## Состав общины
В состав общины входят следующие населённые пункты:
1. Бостаните
2. Вырбово
3. Горни-Лом
4. Долни-Лом
5. Протопопинци
6. Репляна
7. Средогрив
8. Тырговиште
9. Чупрене